# 卡尔卡松城堡

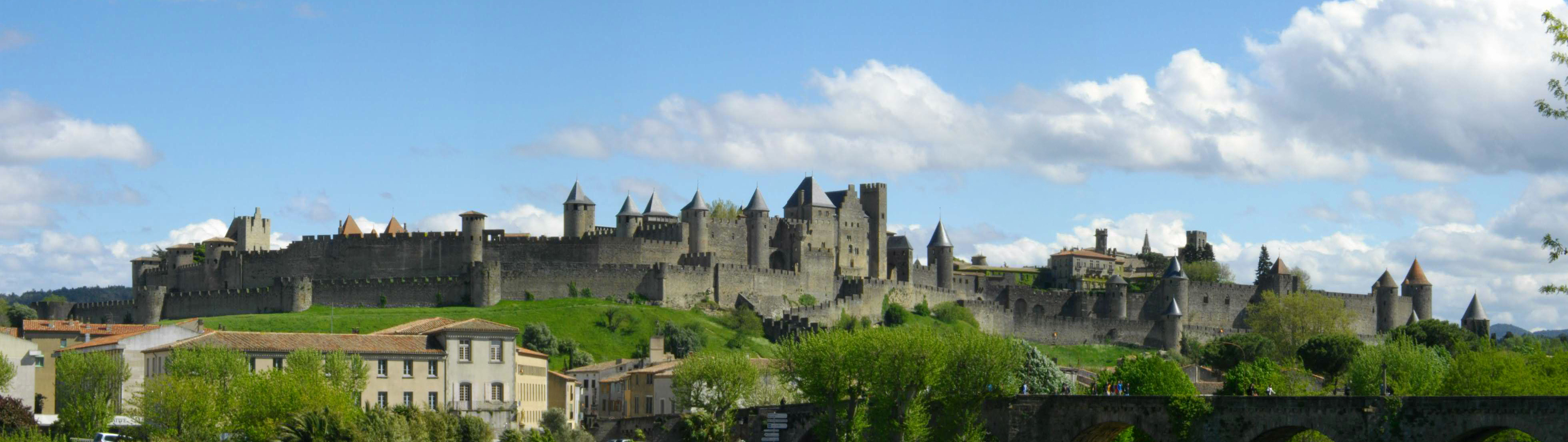
卡尔卡松城堡

卡尔卡松城堡（Cité de Carcassonne）是一座中世纪城堡，位于法国奧克西塔尼大區大区奥德省城市卡尔卡松东南部的奥德河右岸的山上，为该市的历史城区。它也是当地橄榄球队的标志。它拥有著名的双重城墙（3公里长），有52个塔楼。
卡尔卡松城堡创建于高卢 - 罗马时期。它有长达2500年的历史，经历了罗马人、西哥特人、撒拉森人和十字军。最初，它是一个高卢居民点。在3世纪，罗马人决定将其改建为设防城。该城堡在11世纪时被Trencavel家族控制, 并得以大规模增建. 在13世纪初叶的阿尔比十字军中, 卡尔卡松城堡是卡特里派抵御十字军的重要据点. 1247年卡尔卡松并入法国，成为法国与阿拉贡王国之间强大的边境要塞。
1659年，比利牛斯条约签订后，鲁西永省成为法国的一部分，该城丧失了军事意义。该城的防御工事被废弃，转而成为法国的经济中心之一，专注于毛纺业。
1849年，法国政府决定拆除防御工事，但是遭到群众强烈抗议。让 - 皮埃尔·克罗斯-Mayrevieille 和普羅斯佩·梅里美,一位著名的考古学家，历史学家，领导了一场运动，将城堡作为历史古迹加以保护。1853年，政府修改决定，开始修复工作。建筑师維歐勒·勒·杜克负责修复城堡。 維歐勒·勒·杜克的作品终生受到批评，不适合当地气候和传统。他于1879年去世后，修复工作先后由他的学生保罗 Boeswillwald和建筑师 Nodet继续。
该城在19世纪末修复。1997年被列入世界遗产名录。